# Llista de minerals (lletra U)
Aquesta llista de minerals inclou els minerals que comencen amb la lletra U dels 6.126 minerals reconeguts per l'Associació Mineralògica Internacional (IMA, en anglès) fins el mes de març 2025.
Es poden consultar tots els minerals ordenats de manera alfabètica en una llista simplificada o bé amb informació ampliada en els següents enllaços:
- A • B • C • D • E • F • G • H • I • J • K • L • M • N • O • P • Q • R • S • T • U • V • W • X • Y • Z

A la llista s'hi troben els diferents minerals classificats alfabèticament amb l'any de publicació (si es va publicar abans de l'aprovació per part de l'IMA), tot seguit de l'any d'aprovació per part de l'IMA i el codi del mineral segons la classificació de Nickel-Strunz. Per a cada mineral s'hi afegeixen fins a tres enllaços externs: a mindat.org, a webmineral.com i al Handbook of Mineralogy (Mineralogical Society of America).
Les abreviatures que es fan servir a la llista són les següents:
- "p.e." – procediment especial.
- Q ó "?" – qüestionable/dubtós (per l'IMA/CNMNC, mindat.org o mineralienatlas.de).
- N – publicat sense l'aprovació de l'IMA/CNMNC o sense l'aprovació de l'IMA però amb certa acceptació en la comunitat científica actualment.
- Rd ó red. – redefinició de...
- A: 1NNN – any de publicació.
- A: antic – conegut molt abans que hi haguessin publicacions.

## U
1. Uakitita (2018-003)

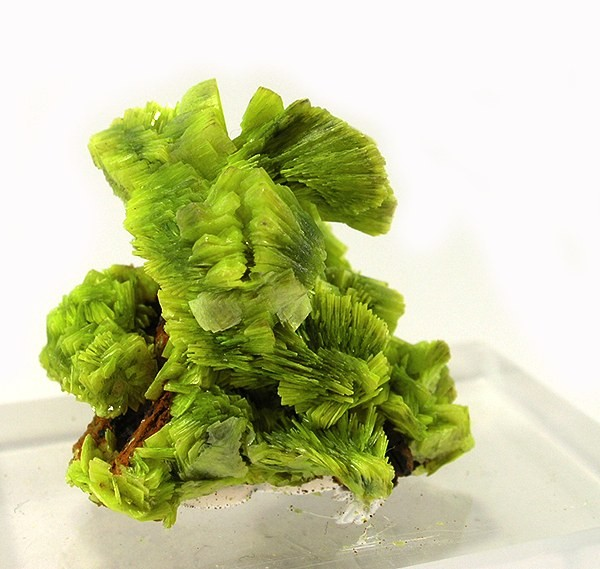
Uranocircita. São Pedro claim, Malacacheta, Mucuri valley, Minas Gerais, Regió del sud-est, Brasil.

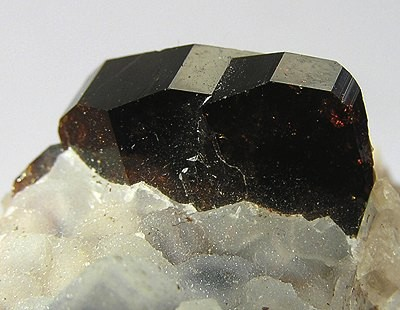
Uvita en quars. Serra das Éguas, Brumado (Bom Jesus dos Meiras), estat de Bahia, Regió del nord-est, Brasil.

2. Uchucchacuaïta (1981-007) 02.JB.40a
3. Udinaïta (2018-066)
4. Uedaïta-(Ce) (2006-022) 09.BG.05
5. Uklonskovita (A: 1964, 1967 s.p.) 07.DF.05
6. Ulexita (A: 1850) 06.EA.25
7. Ulfanderssonita-(Ce) (2016-107)
8. Ullmannita (A: 1843) 02.EB.25
9. Ulrichita (1988-006) 08.EA.15
10. Ulvöspinel·la (A: 1946) 04.BB.05
11. Umangita (A: 1891) 02.BA.25
12. Umbita (1982-006) 09.DG.25
13. Umbozerita (1973-039) 09.HG.15
14. Umbrianita (2011-074) 09.E?
15. Umohoïta (A: 1953) 04.GC.10
16. Ungavaïta (2004-020) 02.AC.35b
17. Ungemachita (A: 1938) 07.DG.10
18. Upalita (1978-045) 08.EC.05
19. Uralborita (A: 1961, 1967 s.p.) 06.DA.35
20. Uralolita (A: 1964) 08.DA.15
21. Uramarsita (2005-043) 08.EB.15
22. Uramfita (A: 1957) 08.EB.15
23. Urancalcarita (1983-052) 05.EA.10
24. Uraninita (A: 1845) 04.DL.05
25. Uranocircita (A: 1877) 08.EB.05
26. Uranoclita (2020-074)
27. Uranofana (A: 1853) 09.AK.15
28. Uranofana-β (A: 1935) 09.AK.15
29. Uranopilita (A: 1882) 07.EA.05
30. Uranopolicrasa (1990-046) 04.DG.05
31. Uranosferita (A: 1873) 04.GB.65
32. Uranosilita (1981-066) 09.AK.40
33. Uranospatita (A: 1915) 08.EB.25
34. Uranospinita (A: 1873) 08.EB.05
35. Uranotungstita (1984-005) 07.HB.25
36. Urea (1972-031) 10.CA.35
37. Uricita (1973-055) 10.CA.40
38. Uroxita (2018-100)
39. Urusovita (1998-067) 08.BB.60
40. Urvantsevita (1976-025) 02.EB.30
41. Ushkovita (1982-014) 08.DC.30
42. Usovita (1966-038) 03.CB.35
43. Ussinguita (A: 1915) 09.EH.20
44. UstarasitaQ (A: 1955) 02.JB.40e
45. Usturita (2009-053) 04.??
46. Utahita (1995-039) 07.DE.25
47. UvanitaQ (A: 1914) 04.HB.35
48. Uvarovita (A: 1832, 1967 s.p.) 09.AD.25
49. Uvita (2019-113)
50. Uytenbogaardtita (1977-018) 02.BA.75
51. Uzonita (1984-027) 02.FA.25